# Terapia hormonal (oncología)
La terapia hormonal en oncología es la terapia hormonal aplicada al tratamiento del cáncer y es una de las principales modalidades de oncología médica (farmacoterapia para el cáncer), siendo otras la quimioterapia citotóxica y la terapia dirigida (bioterapéutica). Consiste en la manipulación del sistema endocrino mediante la administración exógena o externa de hormonas específicas, en particular hormonas esteroideas, o de fármacos que inhiben la producción o la actividad de dichas hormonas (antagonistas hormonales). Dado que las hormonas esteroideas son potentes impulsores de la expresión génica en determinadas células cancerosas, la modificación de los niveles o la actividad de ciertas hormonas puede hacer que determinados cánceres dejen de crecer o incluso sufran muerte celular. La extirpación quirúrgica de órganos endocrinos, como la orquiectomía y la ooforectomía, también puede emplearse como forma de terapia hormonal.
La terapia hormonal se utiliza para varios tipos de cánceres derivados de tejidos que responden a las hormonas, como el de mama, el de próstata, el de endometrio y el de corteza suprarrenal. La terapia hormonal también puede utilizarse en el tratamiento del síndrome paraneoplásico o para mejorar ciertos síntomas asociados al cáncer y a la quimioterapia, como la anorexia.  Quizá el ejemplo más conocido de terapia hormonal en oncología sea el uso del tamoxifeno, un modulador selectivo de la respuesta estrogénica usado para el tratamiento del cáncer de mama, aunque otra clase de agentes hormonales, los inhibidores de la aromatasa, tienen ahora un papel cada vez más importante en esa enfermedad.

## Inhibidores de la síntesis hormonal

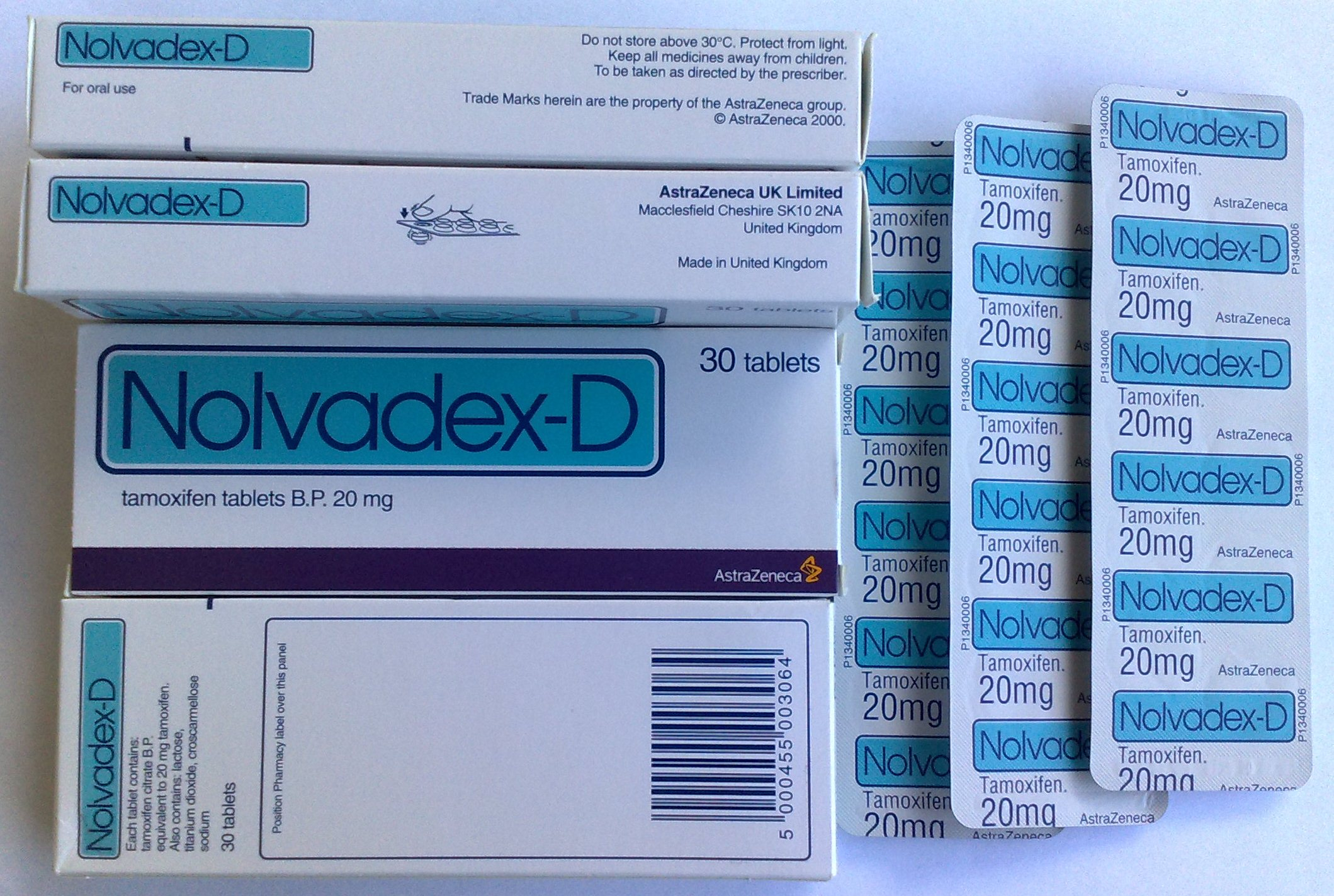
Nolvadex (tamoxifeno) 20 mg comprimidos

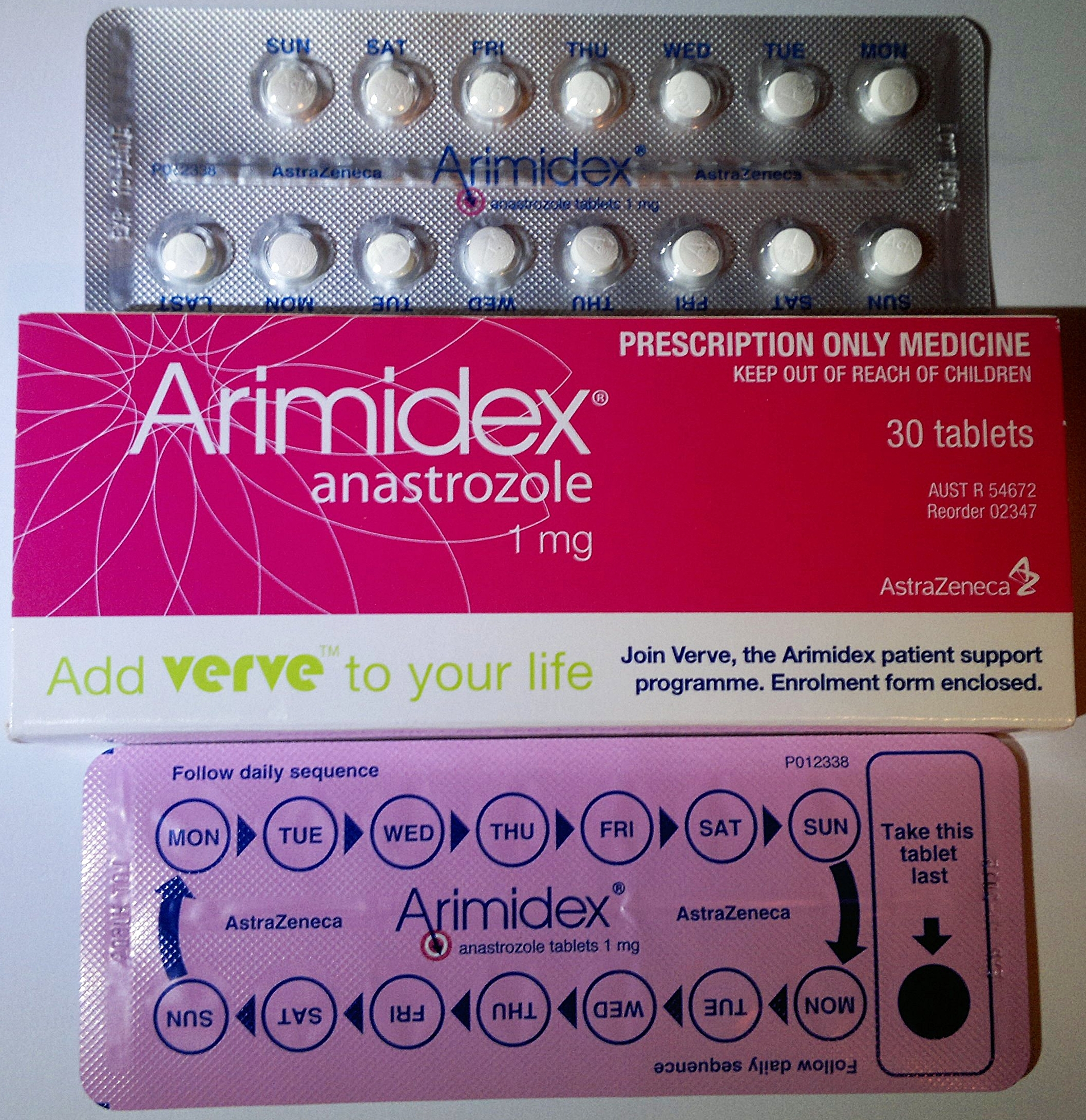
Arimidex (anastrozol) 1 mg comprimidos

Una estrategia eficaz para privar a las células tumorales de las hormonas que favorecen el crecimiento y la supervivencia de las mismas consiste en utilizar fármacos que inhiban la producción de esas hormonas en su órgano de origen.

### Inhibidores de la aromatasa
Los inhibidores de la aromatasa son una clase importante de fármacos utilizados para el tratamiento del cáncer de mama en mujeres postmenopáusicas. En la menopausia, cesa la producción de estrógenos en los ovarios, pero otros tejidos siguen produciendo estrógenos mediante la acción de la enzima aromatasa sobre los andrógenos producidos por las glándulas suprarrenales. Cuando se bloquea la acción de la aromatasa, los niveles de estrógeno en las mujeres posmenopáusicas pueden descender a niveles extremadamente bajos, provocando la detención del crecimiento y/o la apoptosis de las células cancerosas hormono-responsivas.[cita requerida]

Letrozole

Letrozol y anastrozol son dos inhibidores de la aromatasa que han demostrado ser superiores al tamoxifeno para el tratamiento de primera línea del cáncer de mama en mujeres posmenopáusicas.  Exemestano es un "inactivador de la aromatasa" irreversible que es superior al acetato de megestrol para el tratamiento del cáncer de mama metastásico refractario al tamoxifeno, y no parece tener los efectos secundarios promotores de la osteoporosis de otros fármacos de esta clase.
La aminoglutetimida inhibe tanto la aromatasa como otras enzimas críticas para la síntesis de hormonas esteroideas en las glándulas suprarrenales. Antiguamente se utilizaba para el tratamiento del cáncer de mama, pero desde entonces ha sido sustituida por inhibidores de la aromatasa más selectivos. También puede utilizarse para el tratamiento de síndromes hiperadrenocorticales, como el síndrome de Cushing y el hiperaldosteronismo en el carcinoma corticosuprarrenal.

### Análogos de la GnRH
Los análogos de la hormona liberadora de gonadotropina (GnRH) pueden utilizarse para inducir una castración química, es decir, la supresión completa de la producción de estrógeno y progesterona de los ovarios femeninos, o la supresión completa de la producción de testosterona de los testículos masculinos. Esto se debe a un efecto de retroalimentación negativa de la estimulación continua de la hipófisis por estas hormonas. La leuprorelina y la goserelina son análogos de la GnRH que se utilizan principalmente para el tratamiento del cáncer de próstata hormono-responsivo. Dado que la respuesta endocrina inicial a los análogos de la GnRH es en realidad una hipersecreción de esteroides gonadales, suelen utilizarse antagonistas de los receptores hormonales como la flutamida para evitar un aumento transitorio del crecimiento tumoral.

## Antagonistas de los receptores hormonales
Los antagonistas de los receptores hormonales se unen al receptor normal de una hormona determinada e impiden su activación. El receptor diana puede estar en la superficie celular, como en el caso de las hormonas peptídicas y glucoproteicas, o puede ser intracelular, como en el caso de los receptores de hormonas esteroideas.[cita requerida]

### Moduladores selectivos de los receptores de estrógenos

Tamoxifeno

Los moduladores selectivos de los receptores de estrógenos (SERM) son una clase importante de agentes de terapia hormonal que actúan como antagonistas del receptor de estrógenos y se utilizan principalmente para el tratamiento y la quimioprevención del cáncer de mama. Algunos miembros de esta familia, como el tamoxifeno, son en realidad agonistas parciales, que pueden aumentar la señalización del receptor de estrógenos en algunos tejidos, como el endometrio. El tamoxifeno es actualmente el tratamiento de primera línea para casi todas las mujeres premenopáusicas con cáncer de mama positivo para receptores hormonales. Raloxifeno es otro SERM agonista parcial que no parece promover el cáncer de endometrio, y se utiliza principalmente para la quimioprevención del cáncer de mama en individuos de alto riesgo, así como para prevenir la osteoporosis.  Toremifeno y fulvestrant son otros ejemplos de SERM con poca o ninguna actividad agonista, y se utilizan para el tratamiento del cáncer de mama metastásico.

### Antiandrógenos
Los antiandrógenos son una clase de fármacos que se unen e inhiben el receptor androgénico, bloqueando los efectos promotores del crecimiento y la supervivencia de la testosterona en determinados cánceres de próstata. La flutamida y la bicalutamida son antiandrógenos que se utilizan con frecuencia en el tratamiento del cáncer de próstata, ya sea como monoterapia a largo plazo o en las primeras semanas del tratamiento con análogos de la GnRH.  (Ver también Terapia de deprivación androgénica)[cita requerida]

## Suplementación hormonal

Acetato de megestrol

Aunque la mayoría de las estrategias de terapia hormonal buscan bloquear la señalización hormonal a las células cancerosas, hay algunos casos en los que la suplementación con agonistas hormonales específicos puede tener un efecto inhibidor del crecimiento o incluso citotóxico sobre las células tumorales. Dado que muchas hormonas pueden producir antagonismo e inhibición por retroalimentación de la síntesis de otras hormonas, existe un solapamiento significativo entre este concepto y los comentados anteriormente.

### Progestágenos
Los progestágenos (fármacos similares a la progesterona) como el acetato de megestrol y el acetato de medroxiprogesterona se han utilizado para el tratamiento del cáncer de mama, el cáncer de endometrio y el cáncer de próstata hormono-responsivos avanzados. Las progestinas también se utilizan en el tratamiento de la hiperplasia endometrial, precursora del adenocarcinoma endometrial. El mecanismo de acción exacto de estas hormonas no está claro, y puede implicar tanto un efecto directo sobre las células tumorales (supresión de los niveles de receptores de estrógenos, alteración del metabolismo hormonal, citotoxicidad directa) como efectos endocrinos indirectos (supresión de la producción de andrógenos suprarrenales y de la formación de sulfato de estrona en plasma). 

### Andrógenos
La fluoximesterona, un medicamento esteroide anabólico (similar a la testosterona), se utiliza ocasionalmente para el tratamiento de la insuficiencia cardíaca avanzada. El mecanismo exacto de los efectos anticancerígenos de este andrógeno en el cáncer de mama no está claro, pero puede ser análogo al de las progestinas.

### Estrógenos
El estrógeno dietilestilbestrol (DES) se utiliza ocasionalmente para tratar el cáncer de próstata mediante la supresión de la producción de testosterona. Anteriormente se utilizaba en el tratamiento del cáncer de mama, pero ha sido sustituido por agentes más eficaces y menos tóxicos. Estrace es un estrógeno que también se utilizaba anteriormente para la terapia antiandrógeno del cáncer de próstata. El fosfato de poliestradiol es un derivado de acción prolongada del estradiol que se aplica en forma de inyección intramuscular.

### Análogos de la somatostatina
La octreotida es un análogo de la hormona peptídica somatostatina, que inhibe la producción de la hormona del crecimiento, así como de numerosas hormonas peptídicas del sistema gastrointestinal, como la insulina, el glucagón, el polipéptido pancreático, el polipéptido inhibidor gástrico y la gastrina. La octreotida se utiliza para suprimir los síndromes hormonales que acompañan a varios tumores de células de los islotes pancreáticos, como el síndrome de Zollinger-Ellison del gastrinoma y la hipoglucemia crónica del insulinoma. También es eficaz en la supresión del síndrome carcinoide, causado por tumores carcinoides avanzados o extragastrointestinales. La octreotida también puede utilizarse para el tratamiento de la diarrea grave causada por quimioterapia. quimioterapia con 5-fluorouracilo o por radioterapia.

## Intervenciones hormonales no médicas
Además del uso de medicamentos para producir alteraciones endocrinas supresoras del tumor, también es posible la destrucción de órganos endocrinos mediante cirugía o radioterapia. La castración quirúrgica, o extirpación de los testículos en los varones y de los ovarios en las mujeres, se ha utilizado ampliamente en el pasado para tratar el cáncer de próstata y el cáncer de mama que responden a las hormonas, respectivamente. Sin embargo, estos métodos invasivos han sido ampliamente suplantados por el uso de agonistas de la GnRH y otras formas de castración farmacológica.
Aún existen situaciones en las que la castración quirúrgica puede ser beneficiosa, como en casos especiales de mujeres con mutaciones de alto riesgo en los genes BRCA1 y BRCA2 .

## Inmunoterapia hormonal
Para más información sobre este tema, véase Inmunoterapia
La estimulación hormonal del sistema inmunitario con interferón y citoquinas se ha utilizado para tratar cánceres específicos, como el carcinoma de células renales y el melanoma.